# Sabarmati
Der Sabarmati ist ein 371 km langer Zufluss des Arabischen Meeres im westlichen Indien. 

## Verlauf
Er entspringt im Aravalligebirge im Distrikt Udaipur im Bundesstaat Rajasthan, fließt aber die längste Strecke durch den Bundesstaat Gujarat, erreicht die Millionenstadt Ahmedabad und mündet in den Golf von Khambhat, einem Teil der Arabischen Meeres. Sein Einzugsgebiet liegt zum kleineren Teil in Rajasthan (3.124 km²) und zum größeren Teil (18.550 km²) in Gujarat.

## Nutzung
Das Wasser des Flusses wird mit Hilfe von Kanälen und Pumpen zur Bewässerung landwirtschaftlicher Flächen genutzt.

## Volksglaube
Der Volksglaube will, dass der Hindu-Gott Shiva einst die Göttin Ganga nach Gujarat geführt habe, die den Fluss habe entstehen lassen. Hintergrund dieser Legende ist der in weiten Teilen Indiens verbreitete Glaube, dass alle Flüsse und Gewässer des Landes über verborgene Kanäle etc. mit dem Ganges in Verbindung stehen.

## Gandhi
In Ahmedabad, am Ufer dieses Flusses, errichtete Mahatma Gandhi den Sabarmati-Aschram als Wohnsitz und begann von hier aus im Jahre 1930 seinen gewaltlosen Salzmarsch im Kampf gegen die britischen Kolonialherren. 